# Mount Corey
Mount Corey ist ein 523 m hoher Berg im westantarktischen Marie-Byrd-Land. In den Ford Ranges ragt er 5 km östlich der Chester Mountains auf.
Eine Schlittenmannschaft der zweiten Antarktisexpedition (1933–1935) des US-amerikanischen Polarforschers Richard Evelyn Byrd erkundete das Gebiet um diesen Berg im November 1934. Namensgeber ist Stevenson Corey (1906–2000), ein Mitglied der Schlittenmannschaft.